# Somatochlora walshii
Somatochlora walshii ist eine Libellenart aus der Familie der Falkenlibellen (Corduliidae), die zu den Großlibellen (Anisoptera) gehören. 

## Merkmale
Die hell gefärbte Imago von Somatochlora walshii misst zwischen 41 und 52 Millimeter, wovon 28 bis 40 Millimeter auf den Hinterleib (Abdomen) entfallen, was innerhalb der Gattung relativ klein ist. Das Abdomen ist auf den ersten beiden Segmenten braun, danach schwärzlich. Die Unterseite der Segmente vier mit neun ist leicht gelblich. Die in der Gattung typischen Dreiecke auf dem dritten Segment sind länglich. Auf dem zweiten Segment befinden sich zudem seitlich noch zwei gelbliche Flecken. 
Der Teil des Brustkorbes Thorax an dem die Flügel ansetzen, der sogenannte Pterothorax ist behaart und leuchtend grün. Zu den Seiten hin wird das Grün heller, verliert aber auch seinen Charakter. Zusätzlich befinden sich auf den Seiten noch zwei gelbe Streifen. Die Hinterflügel messen 25 bis 34 Millimeter. Die Flügel sind durchsichtig und nur an der Basis leicht gelblich angehaucht. Die Beine sind bis auf die Unterseite der helleren, vorderen Femora schwarz.
Im Gesicht ist das Labrum schwarz, der Anteclypeus gelb und der Postclypeus olivfarben. Auf letzteren befindet sich zudem ein schwarzes Muster. Das Farbenspiel geht auf der grünen Frons weiter, die ein oranges Band schmückt. Das Occiput ist braun und wird nach hinten gelblich. Hinter den Komplexaugen ist der Kopf schwarz und mit gelbbraunen Härchen besetzt.

## Verbreitung und Flugzeit
Die Art ist im Norden der Vereinigten Staaten  und in Kanada verbreitet. Sie fliegt zwischen Juni und September.